# كنيسة كارل في فيينا
كنيسة كارل في فيينا (بالألمانية: Karlskirche) هي كنيسة رومية كاثوليكية تقع في المنطقة الرابعة في فيينا، وتحديدًا في حي فين، على الجانب الجنوبي من ميدان كارلسبلاتز، وهي واحدة من أهم مباني الكنائس الباروكية شمال جبال الألب وأحد معالم فيينا. سميت باسم القديس كارل بوروميو وتتبع إدارة الحيين الرابع والخامس من أبرشية فيينا. الكنيسة التي بنيتفي النصف الأول من القرن الثامن عشر محمية بصفتها كنيسة أثرية.

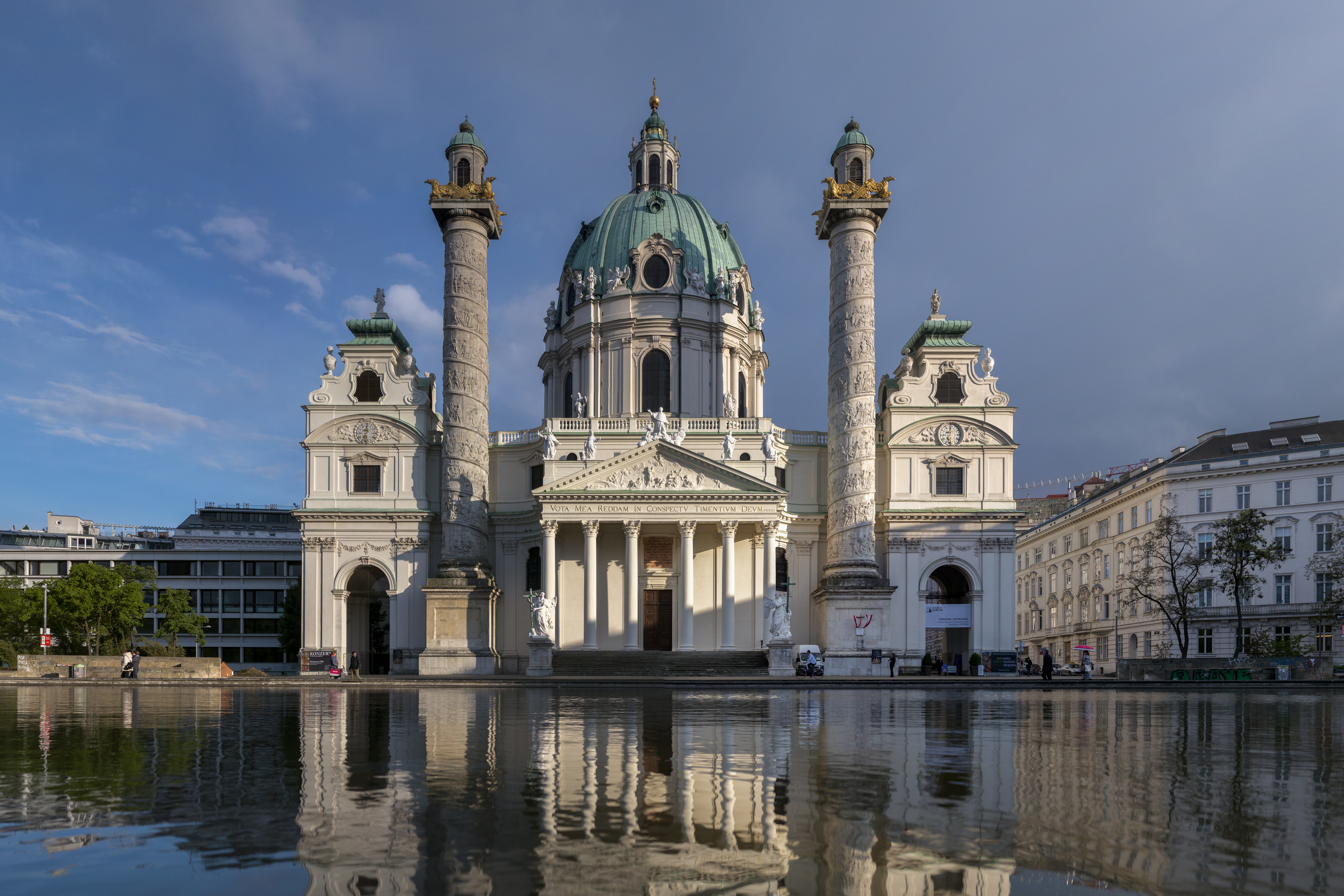
كنيسة كارل في فيينا في ضوء المساء

## التاريخ

### نذر إمبراطوري
يوم 22 أكتوبر 1713، وأثناء آخر وباء طاعون كبير شمل فيينا، قدم الإمبراطور كارل السادس في كاتدرائية القديس ستيفن نذرا لبناء كنيسة تكون مكرسة لاسم القديس كارل بوروميو الذي يعتبر أيضًا شافي الطاعون عندما ينجلي الوباء. وعندما زال الوباء في عام 1714 أعلن الإمبراطور كارل السادس عن مسابقة معمارية للبناء الكنيسة.
تنتمي كنيسة كارل إلى نوع الكنائس النذرية، حيث تشير الأحرف الذهبية الموجودة أسفل الجملون المثلث الأمامي إلى المزمور الحادي والعشرين: «حفظت عهدي أمام أعين الأتقياء» (باللاتينية: Vota mea reddam in conspectu timentium deum)
بالإضافة إلى ذلك، تم وضع لوحة نذرية عليها نقش لاتيني فوق البوابة، عد فيها القيصر كارل السادس نفسه أحد الناجين السعداء:

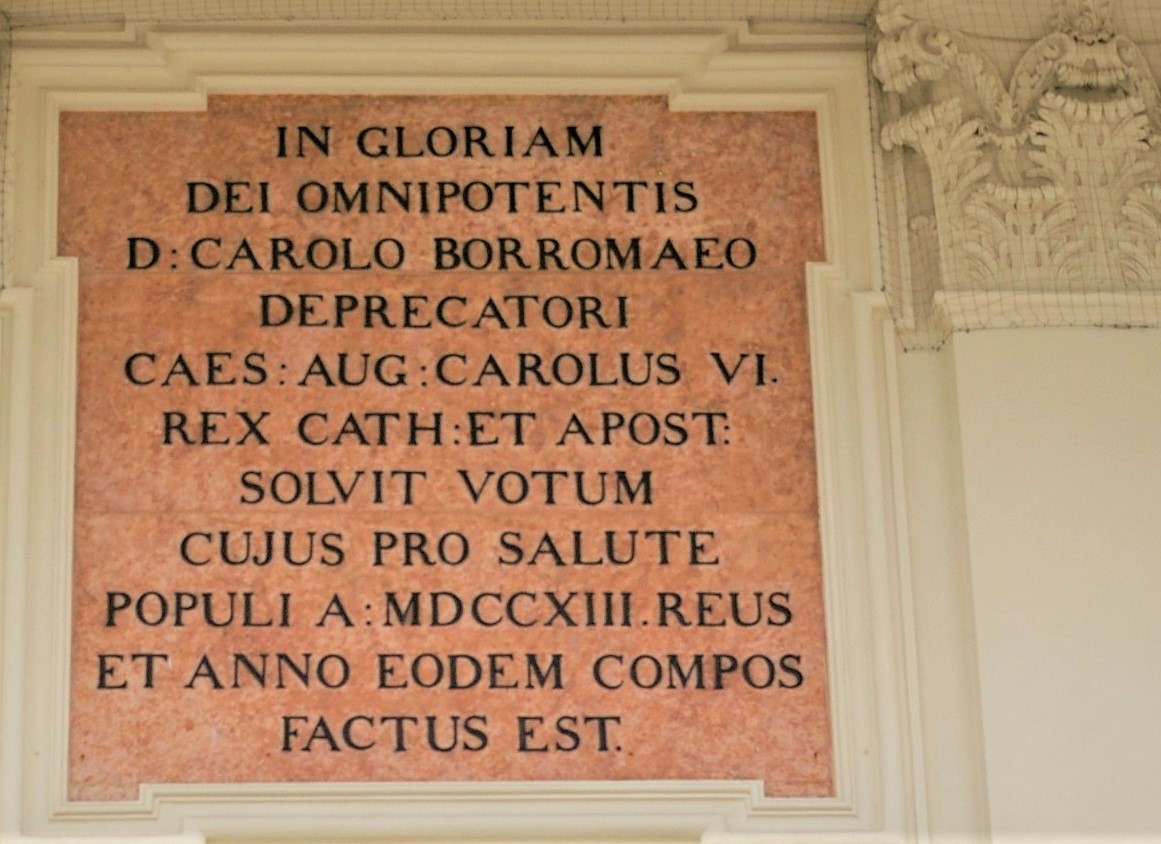
لوحة فوق بوابة كنيسة كارل في فيينا تشير إلى وفاء القيصر كارل السادس بنذره إلى القديس كارل بورومايو من أجل نجاة الناس من الطاعون

منذ أن عاد ميدان كارلسبلاتس ليكون وحدة معمارية واحدة في نهاية الثمانينيات، أضحت كنيسة كارل بقبتها وبرجيها الوزن المعماري المقابل لمبنى الجمعية الموسيقية المقابل ومبنى الجامعة التقنية على يسارها.

### التبعية الكنسية

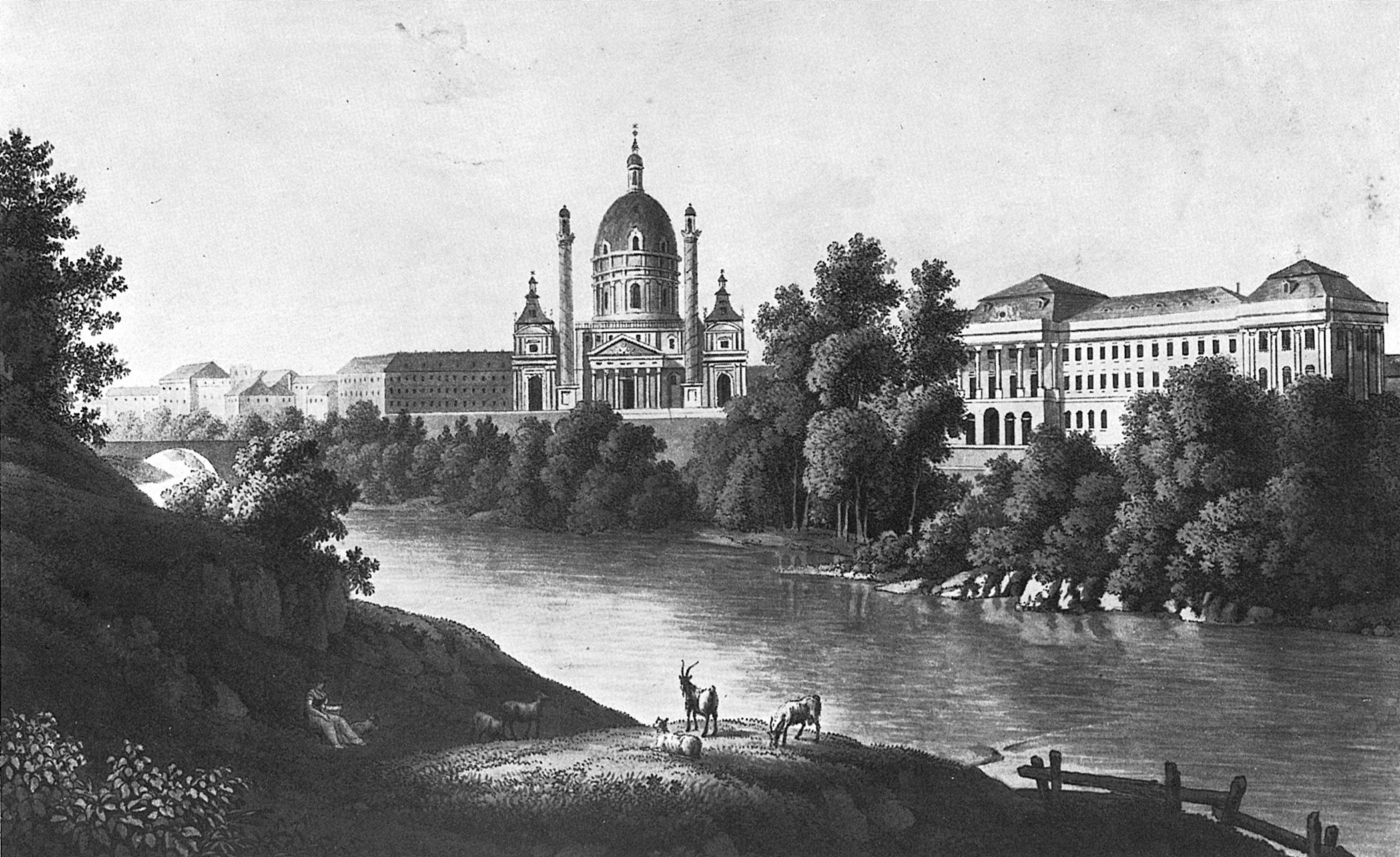
كنيسة كارل على نهر فيينا قبل سقفه - 1822

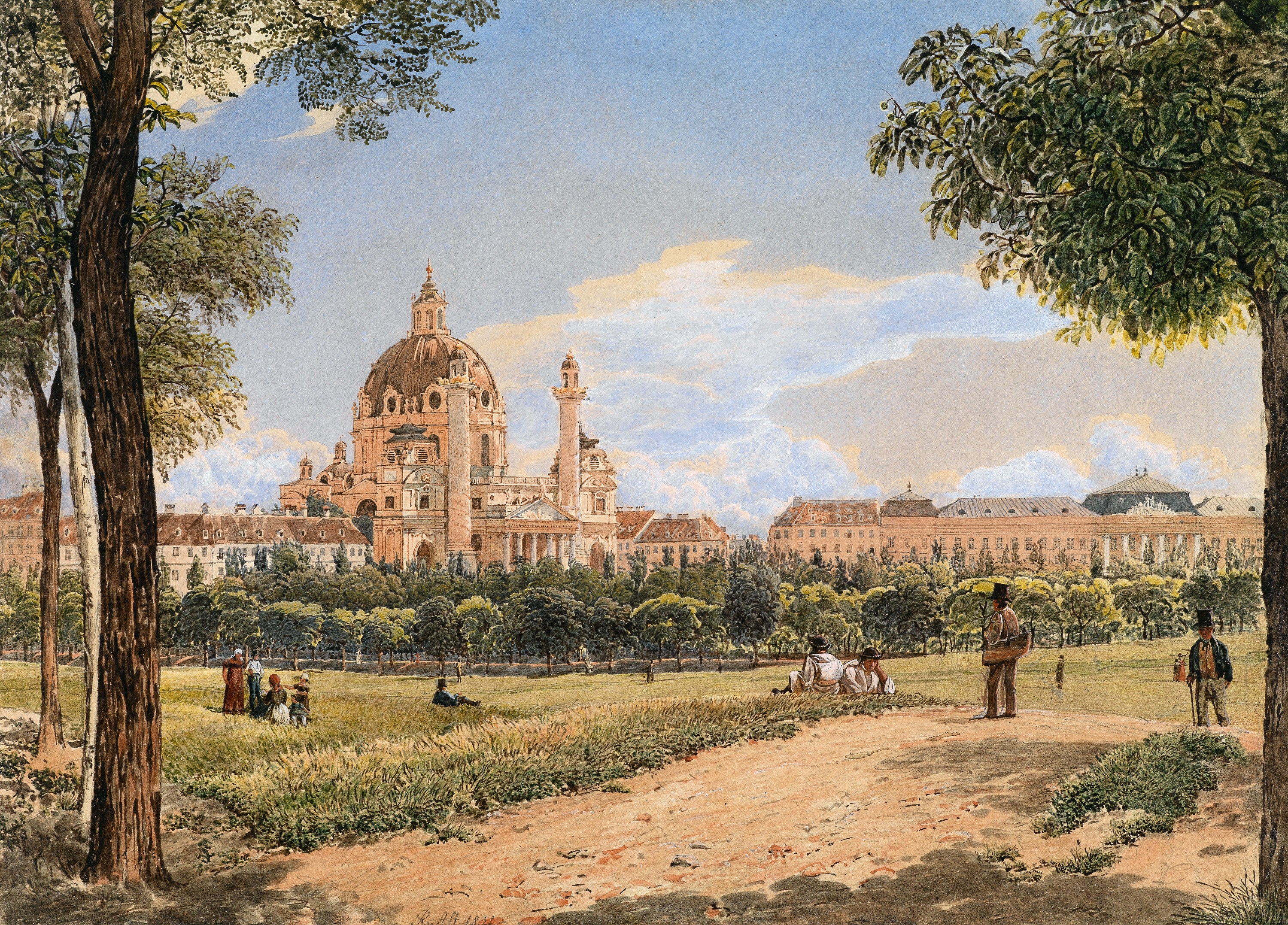
لوحة لرودولف فون ألت - 1831

كانت الكنيسة هي كنيسة أبرشية تتبع الإمبراطور من 1783 إلى 1918، عام سقوط الامبراطورية. وقد اعتنى منذ العام 1738 بها فرسان الصليب بالنجمة الحمراء من براغ، مع استثناءات قليلة في الأعوام 1959 إلى 1976 ومن 1989 إلى 2000 حيث اعتنت بها جمعيات دينية مختلفة. وهي أيضًا مقر رعية الطلبة الكاثوليك في جامعة فيينا للتكنولوجيا المجاورة، والتي مازالت تتيع منظمة أوبوس داي.
في ديسمبر 2016 حُلت رعية القديس كارل بوروميو التي تأسست عام 1783 وألحقت الكنيسة برعية أخرى في الحي الرابع، منذ 1 يناير 2017 أصبحت شبه رعية، تحت رعاية جمعية فرسان الصليب بالنجمة الحمراء.
في عام 2011 تولى ريكاردو اليخاندرو لونا إدارة وإعادة بناء الموسيقى الكنسية في كنيسة كارل وعُيّن قائد فرقة ومنشدا، وأسس في عام 2014 أسس جوقة كنيسة كارل الذي بلغت سمعة عالمية في العام 2018 عندما أدت في كنيسة القديس بطرس في روما في قداس أقامه البابا فرانسيس.

## التصميم والبناء والتمويل

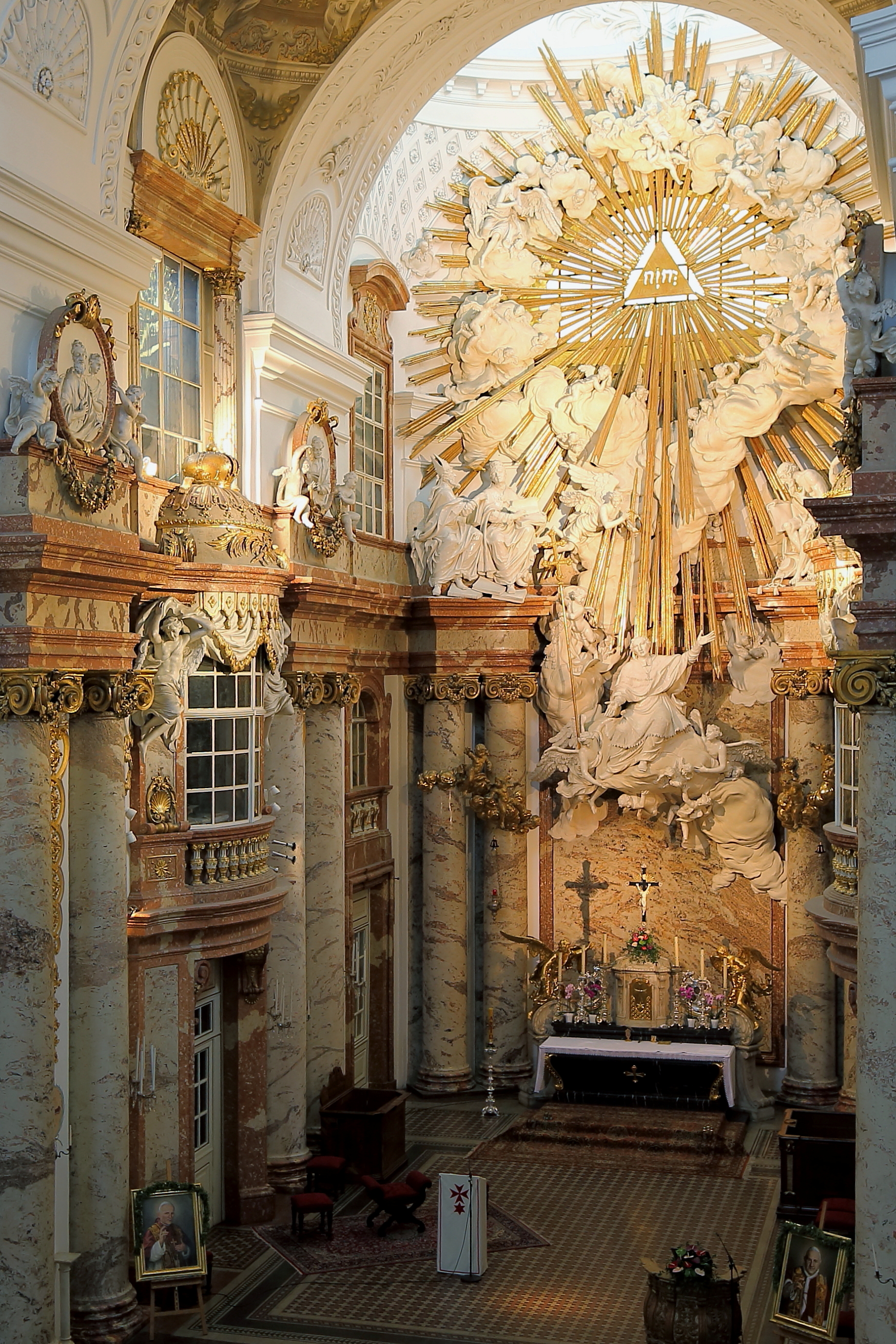
زاوية الجوقة واالمنبر

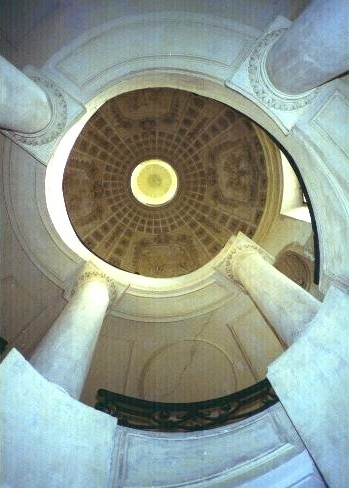
قبة القيصر

فازفي المسابقة المعمارية يوهان برنهارد فيشر فون إيرلاخ على معماريين آخرين بينهم فرديناندو جالي بيبينا ويوهان لوكاس فون هيلدبراندت. صمم فون إيرلاخ الكنيسة على صورة حلقة وصل بين روما وبيزنطة، حيث استلهم صورة الكنيسة من كنيسة آيا صوفيا وقلد في برجيها الشبيهين بمئذنتين عمود تراجان في روما. افتتح المشروع في 11نوفمبر 1715 وتعوقد مع الحجارين يوهان جورج فون هاريسليبن، والياس هوغل من مقالع الأحجار القيصرية أو المجرية (بالألمانية: ‎) وهو نوع خاص من الأحجار موجود في المنطقة بين النمسا والمجر ويتميز بالكثافة العالية ا، وأندرياس شتاينبوك من إيغنبورغ، وفي4 فبراير 1716 وُضع وضع حجر الأساس على تل على ضفة نهر فيينا اليمنى (نهر فيينا نهر صغير ينبع من غابات فيينا ويخترق المدينة نحو الشرق ليصب في الدانوب). بعد وفاة هاريسليبن أدار هوغل أعمال نحت الحجر بمفرده وأصبح مساعدا لفيشر فون إيرلاخ، وتعاون معه الحرفيون يوهان بابتيست كرال وسيمون ساسلابر ويوهان سيباستيان هيلبراند.
على جانبي هيكل كنيسة كارل ولتستخدم للصعود إلى منبر الجوقة (باللاتينية: Oratorium) بنيت درجات حلزونية أكبر من المعتاد من طراز الدرجات ملتوية ذات الاعمدة أخدودية، وهو نوع خاص من السلالم نشأ في روما وكان أول صانعيه دوناتو برامانتي وبني في القصر الرسولي الفاتيكان (1705-1514)، وقلده الكثير من المعماريين. مع التأثير الإيطالي القوي في فيينا كان من المنطقي أن يستلهم نموذج السلالم الرومانية.
أستخدم الحجر المجري الصلب في البوابة الرئيسية وفي جميع السلالم واللوحات القاعدية والأفاريز وركائز البرجين، أما المذبح العالي فصنعت له درجات من الرخام الأسود المجلوب من ناساو، كما صنت الأعمدة الكبيرة المجوفة مصنوعة من الحجر الكلسي المجلوب من تسوغلدورف.
بعد وفاة فيشر فون إيرلاخ عام 1723 أكمل البناء ابنه جوزيف إيمانويل بحلول عام 1739، وقد غير المخطط جزئيا حيث كانت الكنيسة في الأصل تنظر باتجاه القصر الامبراطوري في هوفبورغ، فالكنيسة كانت إلى العام 1918 تعتبر أبرشية إمبراطورية.
بصفته ممثلا للعمارة التاريخية جمع فيشر مجموعة متنوعة من العناصر، فالكنيسة تظهرة الصورة الذاتية الإمبراطورية عند المؤسس، وتشيرر بلغتها التصويرية إلى الصلة بين روما وبيزنطة وفيينا. فالواجهة في الوسط، التي تؤدي إلى البهو، تتوافق مع رواق معبد روماني، وتستلهم المنارتان المنتصبتان على جانبيها الموجودان في التصميم عمود تراجان في روما، مع نقوش تظهر حياة تشارلز باروميو. لكنهما ترمزان أيضا إلى وصف ركيزتي معبد سليمان، ياشين وبوعز، وكذلك إلى أعمدة هرقل التي ترتبط في الأسطورة بجبل طارق، فتشير بالتالي إلى في إسبانيا الذي خسره كارل السادس في حرب الخلافة الإسبانية. بالإضافة إلى ذلك، يمتد جناحا البرجين المتأثرين بالباروك الروماني (بيرنيني وبوروميني) وترتفع فوق القاعة الرئيسية قبة قطرها 25 مترا بتقوّر كبير قصّره عن التصميم الأول المعمار فيشر الابن. مخطط القبة ليس دائريًا، ولكنه يتخذ شكل القطع الناقص، وهذا هو السبب في أن القبة تبدو أصغر عند النظر إليها من المدخل الأمامي منها عند النظر إليها من الجانب، وقد وجد معاصرو فيشر صلة بين تصميم هذه القبة وقبة ة آيا صوفيا في القسطنطينية.
بلغت تكاليف البناء رسميًا 304545 غيلدر و22.5 كرويتسر، تحملتها جميع بلدان التاج النمساوي وكذلك التابعيات في إسبانيا ودوقية ميلانو وهولندا. بالإضافة إلى ذلك استخدمت الغرامات التي كان على مدينة هامبورغ سدادها لأن «الغوغاء هناك هدموا كنيسة صغيرة في السفارة النمساوية» . وفي عام 1727 قدّم ماركوس وماير هيرشل مبلغ 150000 غيلدر نقدا إلى كنائس كارل بورومويو ومبنى مكتبة القصر (المكتبة الوطنية النمساوية اليوم) بغرض تجديد امتيازات الإقامة اليهودية في فيينا، تبعتها 100000 جيلدر آخر دفعت على أقساط.

## اللوحات الأيقونية

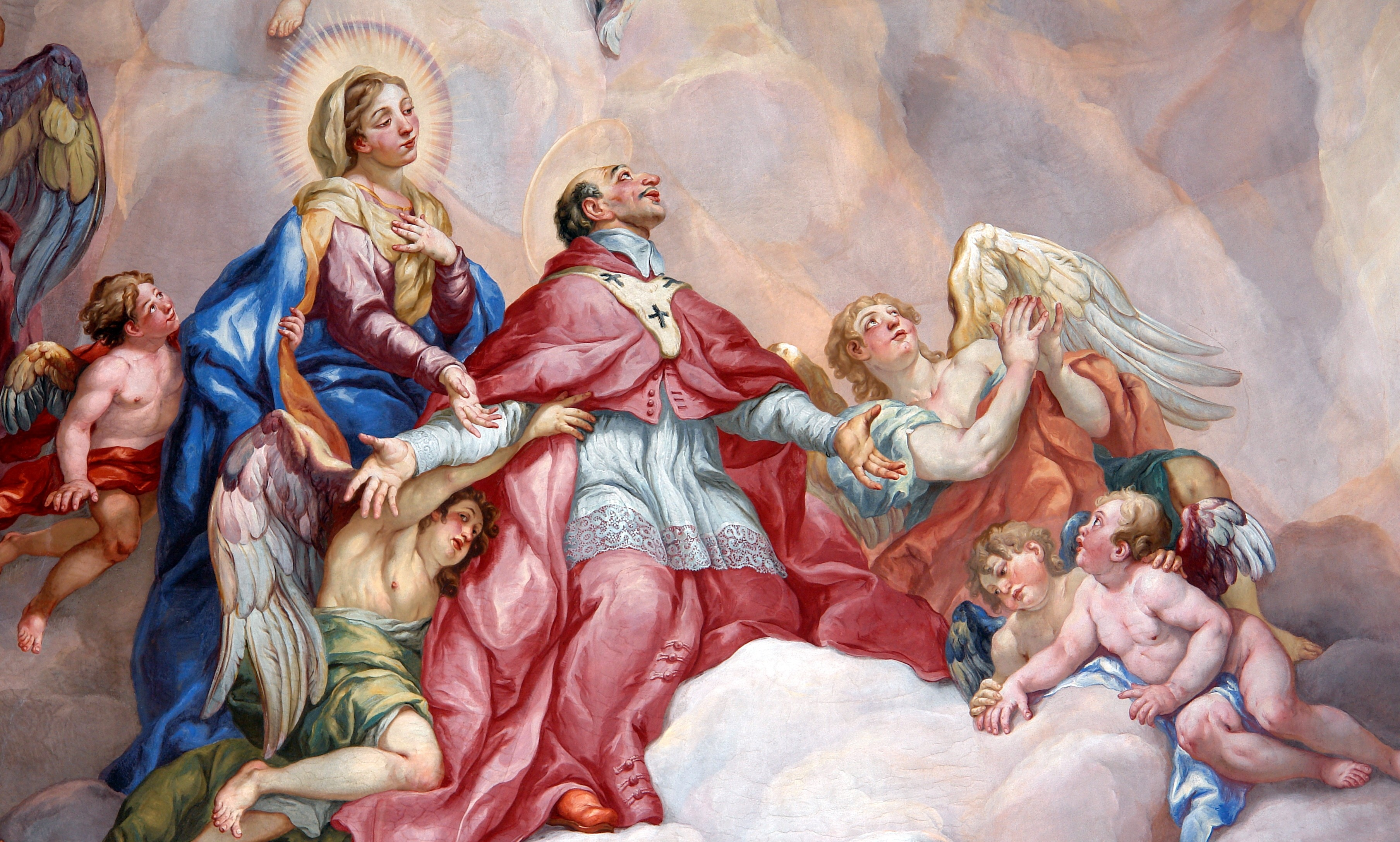
كارل بوروميو على القبة الجدارية ، رسم يوهان ميخائيل روتماير

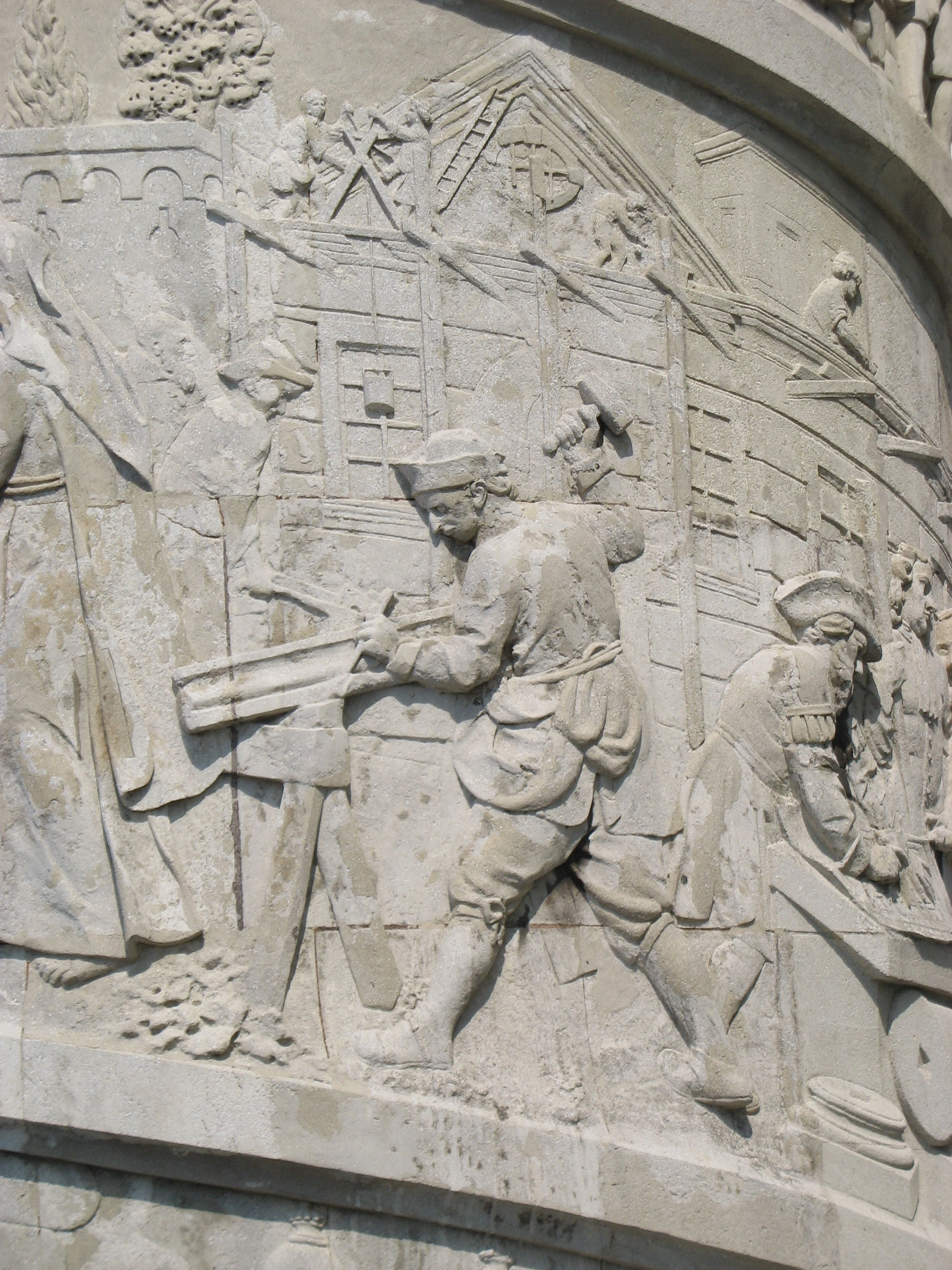
نقوش على المنارة

صمم البرنامج الأيقوني في الكنيسة الكبيرة موظف القصر كارل غوستاف هيراوس، وتربط الرسومات بين القديس كارل بوروميو والإمبراطور. تشير النقوش البارزة على الجملون فوق المدخل إلى مناسبة التأسيس، فتوضح كيف أن المدينة التي ابتليت بشدة بالطاعون قد أنقذت أخيرًا بشفاعة القديس كارل بوروميو. على العلية خلف الجملون توجد شخصيات ترمز إلى الدين والرحمة والتوبة والحماس للصلاة. العلية هي أيضًا أحد العناصر التي أضافها المعمار فيشر الابن. تُظهر الأعمدة زخارف من حياة كارل بوروميو في نقش حلزوني، ولكنها تهدف أيضًا إلى تذكير بأعمدة هرقل وتخدم كرموز للقوة الإمبراطورية. المدخل محاط بملاكين، يُظهر أحدهما تمجيد الأفعى النحاسية كرمز للعهد القديم، والآخر صليب المسيح كممثل للعهد الجديد.
يستمر برنامج البوابة في الداخل، لا سيما في القبة الجدارية التي رسمها يوهان مايكل روتماير من سالزبورغ وغايتانو فانتي (الخداع البصري المعماري)، والتي تصور شفاعة كارل بوروميو بدعم من مريم العذراء. يحيط بهذا المشهد رموز لثلاث فضائل إلهية هي الإيمان والرجاء والمحبة. تُنسب اللوحات الجدارية في بعض الكنائس الجانبية إلى دانيال جران.
صميم الصورة الموجودة على المذبح العالي التي تصور دخول القديس كارل بوروميو الجنة المعمار فيشر الأب، ونفذها فرديناند ماكسيميليان بروكوف. صمم لوحات المذبح في الأجنحة الجانبية الستة فنانون مختلفون، منهم دانيال جران وسيباستيانو ريتشي ومارتينو ألتومونتي وجيوفاني أنطونيو بيليجريني وجاكوب فان شوبن. على جوانب مذبحين فرعيين تظهر صور رمزية كم عمل النحات الفينسيي النحات انطونيو كوراديني.
يبرز في الهيكل المعماري فعل الإضاءة، وخاصة فتحات الأقواس العالية في المحور الرئيسي. اللون يحدده الرخام، بينما توظّف العناصر المذهّبة بصورة اقتصادية. ترمز النافذة الزجاجية الكبيرة المستديرة المرتفعة فوق المذبح الرئيسي وعليها رمزيهوه العبري إلى قدرة الله المطلقة، بينما يرمز لونها الأصفر الدافئ إلى محبة الله.
تعتبر كنيسة كارل، إلى جانب بعض الأعمال المتبقية في قصر شونبرون الأعمال الأهم للمعماري فيشر فون إيراخ الأب.

## الأرغن

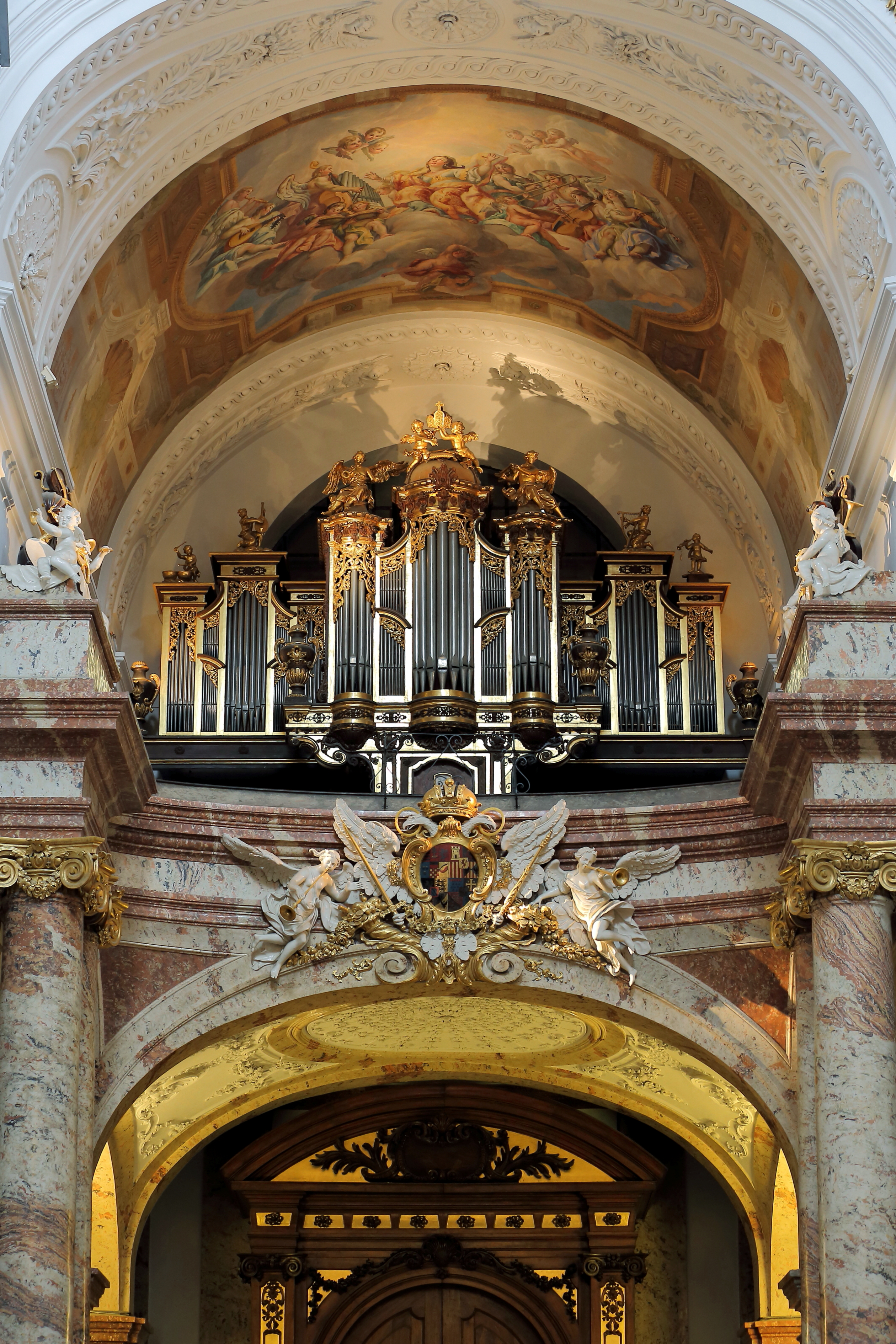
علّية الأرغن مع لوحة جدارية من تصميم يوهان مايكل روتماير

في علية الأرغن المزودة بشرفة توجد آلة أرغن باروكية صانعها غير معروف، ويرجع تاريخ صناعة جزئها الأوسط إلى حوالي العام 1739. أجريت على الآلة تعديلات أساسية على يد جوزيف سيبرث في عام 1847وزوّدت بوحدة تحكم قائمة بذاتها. يرجع الجناحان الجانبيين أيضًا إلى هذه الفترة.
أجرى صانع الآلات غيرهارد هراديتزكي عملية ترميم واسعة النطاق في عام 1989، وأعيد بناء العناصر النفخية وجددت لوحات المفاتيح، ووسع الأوكتاف المكسور وزود بعناصر لونية.

## مصعد بانورامي
يمكن الوصول حاليًا إلى اللوحات الجدارية في قبة الكنيسة بمصعد بانورامي يأخذ الزوار إلى ارتفاع 32 مترًا فوق مستوى الأرضية.
رُكّب مصعد الكنيسة في عام 2002 بهدف ترميم اللوحات الجدارية في القبة، وأعلن أعلن مسؤولو الكنيسة في ذلك الوقت أنه سيتم تفكيكه في نهاية عام 2005. كان من المخطط حتى ذلك الحين أن يكون السياح وزوار الكنيسة قادرين على استخدام المصعد ومشاهدة أعمال الترميم. بعد نهاية الأعمل ظل هذا المصعد موجودا وشكل مصدر دخل سياحي جيد للكنيسة إلى هذا اليوم، ويتأرجح زوار الكنيسة بين النشوة والرفض، فهو يوفر من ناحية فرصة فريدة للنظر عن قرب إلى جداريات القبة، ولكنه يثير انطباعا سلبيا عن المنظر العام داخل الكنيسة.
في يناير / فبراير 2018 أغلقت الكنيسة وشيّد في داخلها هيكل أكثر إحكاما يوفر درجًا ومصعدًا خالٍ من العوائق إلى المنصة أسفل القبة، ولم تعد المنظر المشرف على فيينا مشوها بفعل الشبك الواقي من الحمائم، بل صارت هناك نافذة زجاجية بانورامية حديثة. افتتحت هذه المنشأة في الخامس في مارس 2018، ورفعت تسعيرة الدخول من 2.50 إلى 8 يورو، شاملةً رحلة افتراضية حول الكنيسة عبر الفيديو.

## تأثيرات
أثرت كنيسة كارل في فييناعلى الهندسة المعمارية في مسجد حدائق قصر شفيتسنغن في ولاية بادن فورتمبيرغ الألمانية الذي أقيم عام 1793.